# House of Deréon
House of Deréon är ett modemärke för prêt-à-porter som ägs av Beyoncé, hennes mamma Tina och syster Solange. Namnet kommer från Beyoncés mormor, Agnès DeRouen, som var sömmerska och som lärde Tina att sy. Det finns även ett märke som heter Deréon riktat till yngre konsumenter. Butikerna finns för närvarande i USA.